# Lee Sang-ki
Lee Sang-ki (* 5. Juni 1966) ist ein ehemaliger südkoreanischer Degenfechter.

## Erfolge
Lee Sang-ki gewann bei Asienspielen zahlreiche Medaillen, darunter dreimal Gold mit der Mannschaft. 1986 in Seoul, 1990 in Peking und 1998 in Bangkok war er Teil der siegreichen südkoreanischen Equipe. Zudem gewann er 1994 in Hiroshima mit ihr Bronze. Im Einzel sicherte er sich 1990 Bronze und 1998 Silber. Bei Weltmeisterschaften gelang ihm mit der Bronzemedaille 1994 in Athen seine einzige Podestplatzierung.
Lee nahm an vier Olympischen Spielen teil. Mit der Mannschaft platzierte er sich dabei 1988 in Seoul, 1992 in Barcelona und 1996 in Atlanta stets in den Top Ten, während im Einzel der 19. Platz bei den Olympischen Spielen 1988 sein bestes Resultat war. Bei den Olympischen Spielen 2000 in Sydney erreichte er das Halbfinale der Einzelkonkurrenz, in dem er Pawel Kolobkow mit 9:13 unterlag. Das anschließende Gefecht um Bronze gewann er knapp mit 15:14 gegen Marcel Fischer. Auch mit der Mannschaft stand er im Halbfinale, nach Niederlagen gegen Italien und anschließend gegen Kuba blieb der südkoreanischen Equipe der vierte Platz.